# Shankill Road

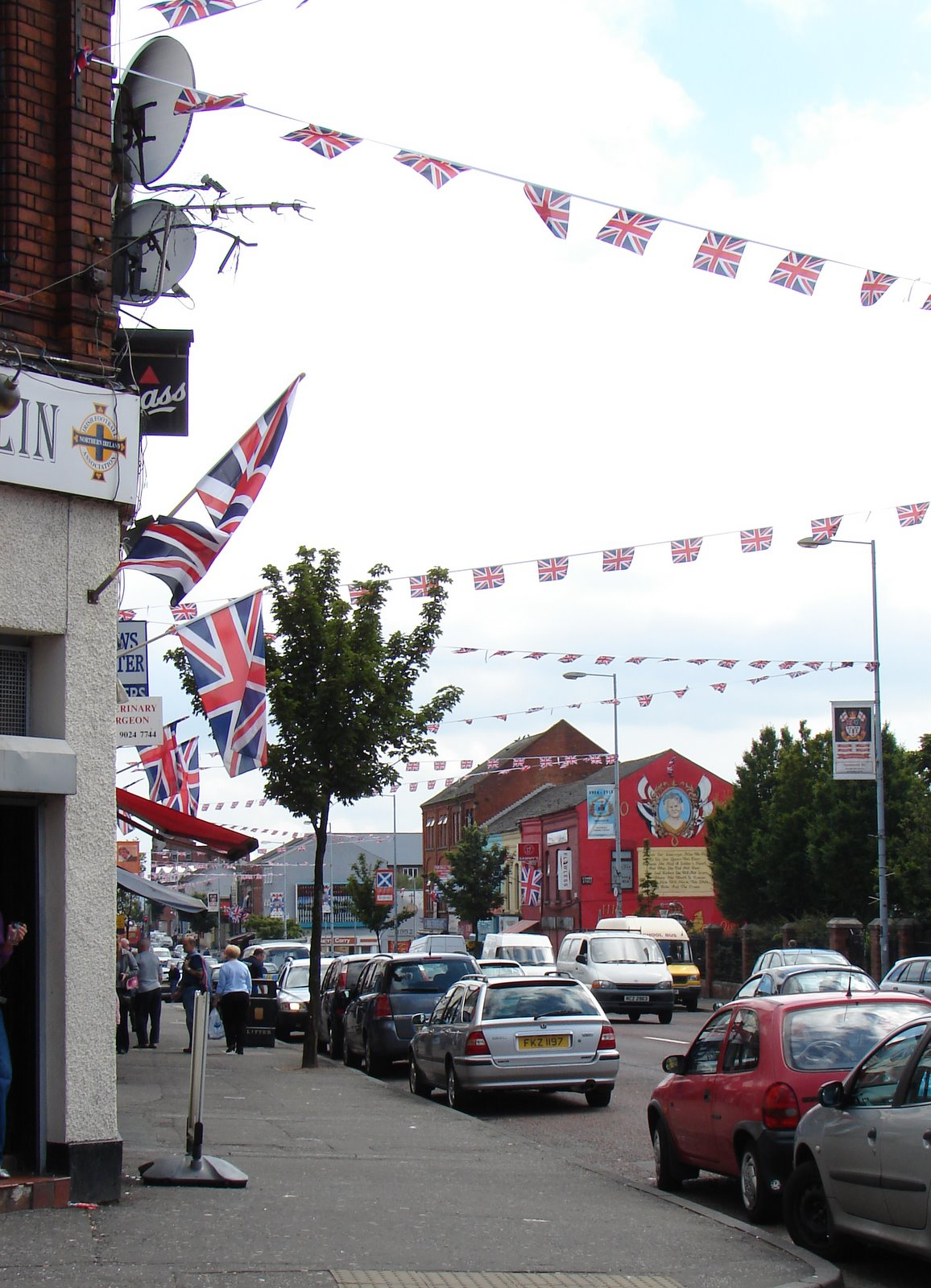
Shankill Road decorada con banderas británicas con motivo de los desfiles de la Orden de Orange.

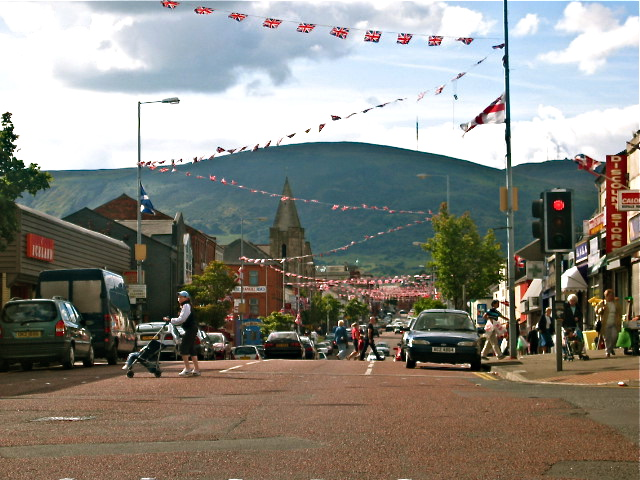
Vista del monte Divis desde Shankill.

Shankill Road (en irlandés Bóthar na Seanchille) es la vía principal del barrio obrero homónimo de mayoría protestante y unionista situado al oeste de Belfast, la capital de Irlanda del Norte. La calle parte del centro de la ciudad y se extiende 2,4 km hacia el oeste. Es principalmente una calle comercial; las viviendas se encuentran en las calles laterales que parten de ella. Shankill Road es hoy una atracción turística popular debido a sus murales políticos, que expresan una simpatía inequívoca hacia los lealistas probritánicos.
La calle ha sido el escenario de numerosos episodios violentos durante el conflicto de Irlanda del Norte. El más grave fue el atentado de Shankill Road ocurrido el 23 de octubre de 1993. Ese día, los miembros del IRA Provisional Thomas Begley y Sean Kelly detonaron una bomba en una pescadería, matando a nueve personas, entre los cuales el propio Begley. Su objetivo, sin embargo, era una reunión entre los líderes unionistas de los Ulster Freedom Fighters (UFF) y la Asociación en Defensa del Ulster (UDA).
Los grupos extremistas protestantes como la Fuerza Voluntaria del Ulster (UVF) han gozado de gran apoyo entre los residentes de Shankill, como se puede observar en los murales que decoran la calle. De este barrio eran originarios los Carniceros de Shankill, una banda paramilitar lealista activa durante los años 70. 
Shankill Road está separada físicamente de los barrios vecinos de Falls Road y Ardoyne, de mayoría católica y republicana, por los denominados muros de la paz, construidos por las tropas británicas para contener los enfrentamientos entre ambas comunidades.

## Historia

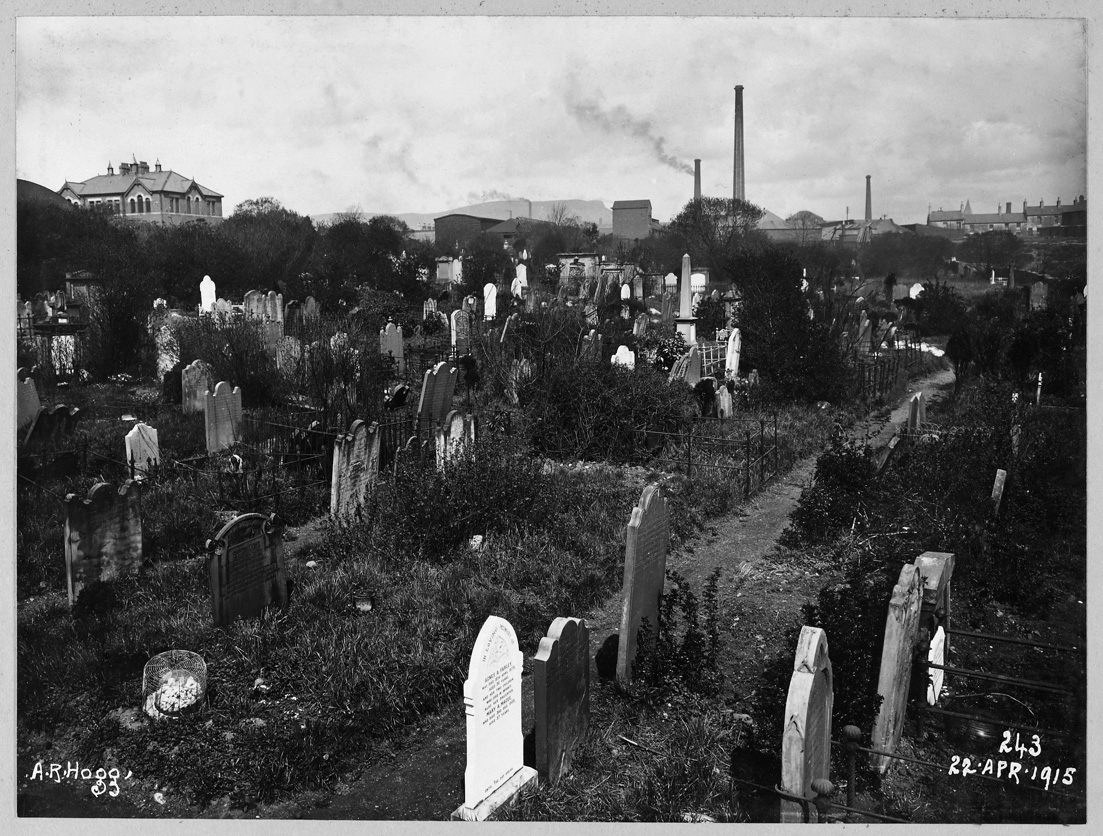
El cementerio de Shankill, lugar de la antigua iglesia, visto en 1915.

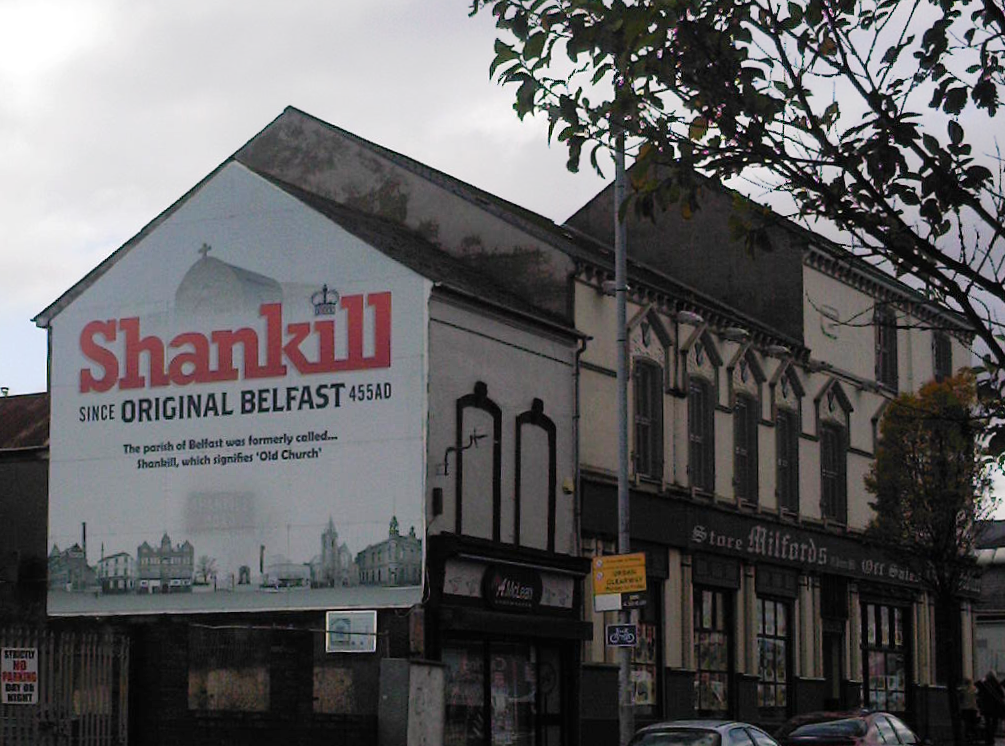
Un mural en Shankill

Los primeros habitantes de la zona se establecieron en la confluencia de los ríos Ballygomartin y Forth, en un asentamiento circular fortificado.
"Shankill" era el nombre con el que era conocido un antiguo asentamiento que se encontraba en el lugar donde Woodvale Road cruza con Cambrai Street. A su vez, Shankill es una adaptación inglesa de la voz irlandesa Seanchill que significa "iglesia vieja". Esta iglesia databa del siglo V, estaba dedicada a San Patricio y era un importante lugar de peregrinación. Se cree que fue la primera iglesia cristiana de la zona del Gran Belfast.  En el siglo XVII estaba en ruinas y había desaparecido por completo en el siglo XIX, dejando solo su cementerio. Este cementerio fue durante siglos el cementerio principal de Belfast y tiene más de 1500 años de historia. Probablemente ya existiera en tiempos precristianos, como lo sugiere el hallazgo en 1855 de una piedra bullaun, que presumiblemente se usaba para los rituales de los druidas celtas y que con posterioridad sirvió como pila bautismal. En 1869, fue inaugurado el City Cemetery y el cementerio de Shankill perdió su estatus. En la actualidad, sobre el lugar de la iglesia primitiva se alza la iglesia de San Mateo (St. Matthew's Church), construida en 1872 y perteneciente a la Iglesia de Irlanda.
Shankill experimentó una gran expansión a finales del siglo XIX debido al crecimiento de la industria textil. Muchas de las calles de Shankill tienen nombres que hacen referencia a Bélgica y a Flandes, ya que allí se cultivaba la planta del lino que luego se procesaba en Belfast. En 1861 ya había 32 molinos, la mayoría de los cuales en la zona de Shankill y Falls Road. Además, muchas personas emigraron a la ciudad escapando de la gran hambruna de 1845-49. Estos dos factores llevaron a una creciente necesidad de vivienda, que fue satisfecha por la industria del lino con la construcción de casas de dos pisos y tres dormitorios, cocina y baños compartidos. Estas casas eran de baja calidad y la mayoría fueron demolidas a los 20 años de construirse. Las personas que se instalaron en Shankill Road eran mayoritariamente protestantes del condado de Antrim, al norte, mientras que Falls Road fue poblada por católicos del oeste de Irlanda. Esta segregación sería fuente de graves conflictos en el siglo XX.
Hacia 1890, la zona de Shankill estaba completamente urbanizada, de modo que se creó el barrio adyacente de Woodvale. En 1888 fue inaugurado el parque Woodvale con el objeto de proporcionar un espacio verde a los residentes del denso barrio de Shankill. A comienzos del siglo XX, la importancia de las industrias naval y mecánica aumentó; empresas como el astillero Harland and Wolff ofrecían numerosas oportunidades de trabajo.
Durante la segunda década del siglo XX, muchos residentes de Shankill se unieron a la Fuerza de Voluntarios del Ulster (UVF) para bloquear el autogobierno nacional (o Home Rule) para Irlanda. Con el estallido de la Primera Guerra Mundial, muchos miembros de la UVF se alistaron en la 36.ª División (Ulster) del Ejército Británico y fueron a luchar en el Frente Occidental. A principios de julio de 1916 participaron en la batalla del Somme, que se saldó con importantes bajas en el lado británico: de los 760 hombres de Shankill que lucharon en el regimiento, solo 76 regresaron. En 1941, durante la Segunda Guerra Mundial, Shankill fue bombardeada por la Luftwaffe alemana, causando numerosas víctimas mortales.
En la segunda mitad del siglo XX, al declive de la industria textil, naval y mecánica y el consiguiente desempleo, se le sumó el estallido del conflicto de Irlanda del Norte. En la década de 1960, la población de Shankill disminuyó de 76.000 a 26.000 habitantes. Tras los acuerdos de Viernes Santo de 1998 los episodios violentos han descendido y Shankill se está regenerando tras años de abandono. Hoy es un importante eje comercial en el que se han establecido numerosos negocios, tiendas, cafeterías y pubs.

### Conflicto de Irlanda del Norte

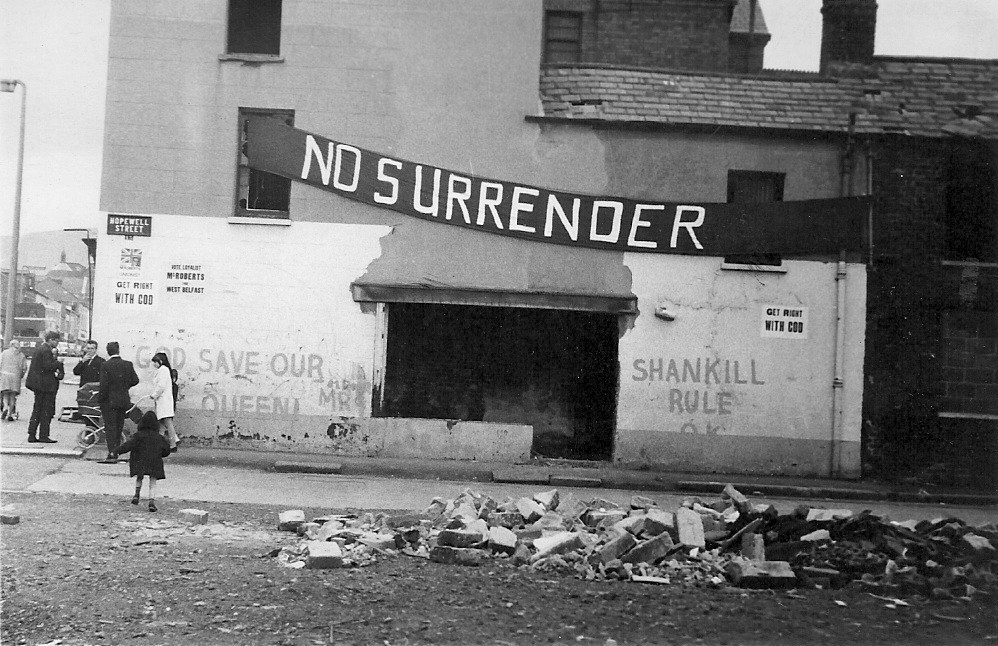
Shankill Road en 1970, durante el apogeo del conflicto norirlandés.

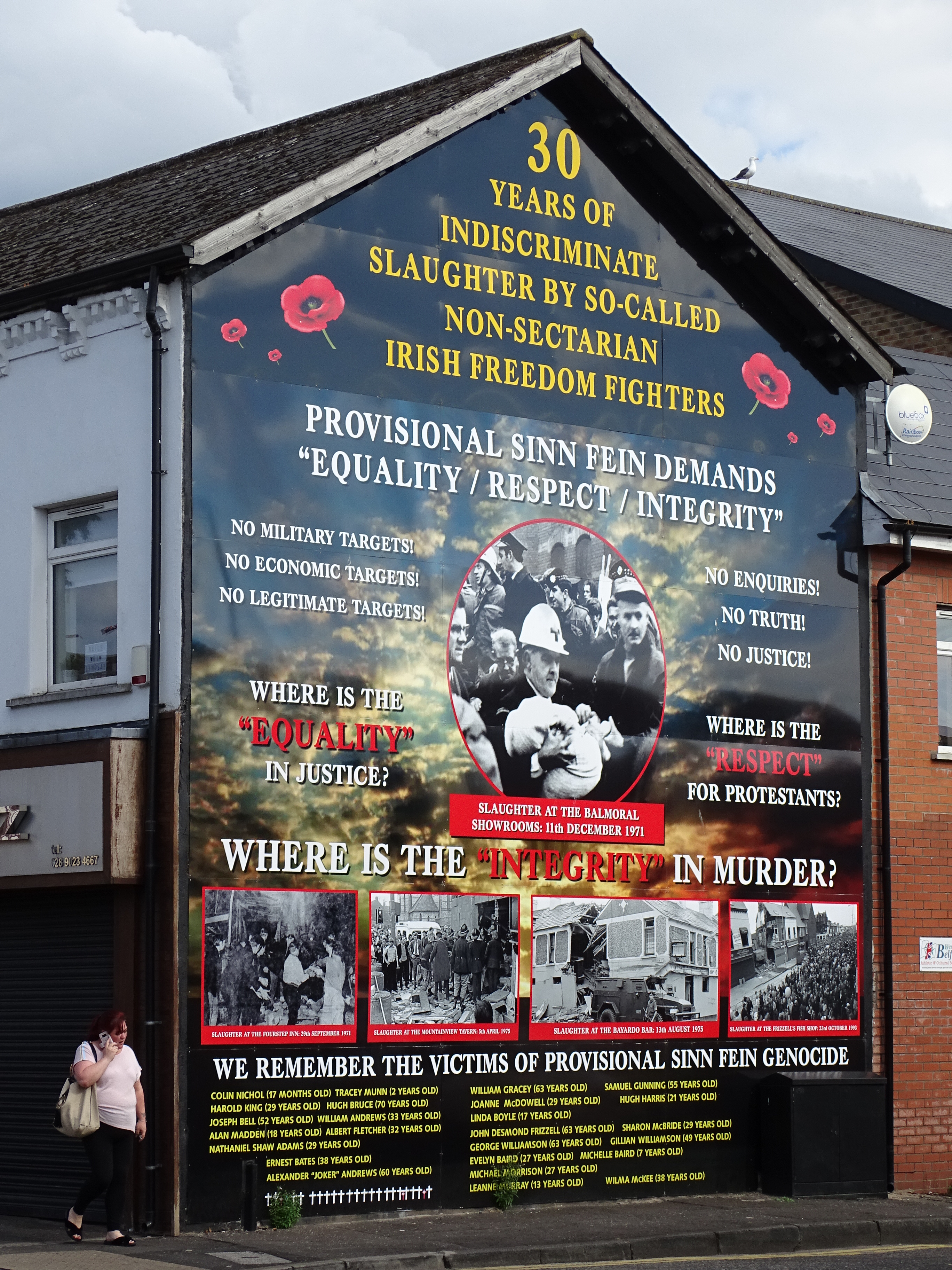
Mural anti-Sinn Féin en Shankill.

Durante el conflicto de Irlanda del Norte, Shankill fue un centro del paramilitarismo lealista. Aquí tuvo su origen la moderna Fuerza Voluntaria del Ulster (Ulster Volunteer Force, UVF). Su primer ataque tuvo lugar el 7 de mayo de 1966, cuando un grupo de hombres de la UVF liderados por Gusty Spence lanzó cócteles molotov contra un pub católico. El fuego se extendió la casa de al lado y mató a la anciana protestante Matilda Gould, que allí vivía. El 27 de mayo fue asesinado el católico John Scullion cuando salía de un pub. El 26 de junio, un civil católico, Peter Ward, natural de la República de Irlanda, fue asesinado y otros dos fueron heridos cuando salían de un pub de la calle Malvern. Poco después de este ataque, Spence y otras tres personas serían detenidas y posteriormente condenadas. La banda lealista conocida como los Shankill Butchers (los "Carniceros de Shankill"), liderada por Lenny Murphy, fue responsable de al menos 23 asesinatos entre 1975 y 1982.
La zona de Shankill también fue objeto de atentados y tiroteos por parte de las fuerzas paramilitares republicanas irlandesas. Durante 1971 se produjeron dos atentados con bombas en varios pubs de Shankill, uno en mayo en la taberna Mountainview, en la que varias personas resultaron heridas, y un segundo en septiembre en la Four Step Inn, que causó dos muertos. Otra bomba explotó en la tienda de muebles Balmoral el 11 de diciembre de ese mismo año, con el resultado de cuatro muertos, incluidos dos bebés. El 13 de agosto de 1975, una unidad de la Brigada de Belfast del IRA Provisional, liderada por Brendan McFarlane, atentó contra el bar Bayardo, frecuentado por paramilitares lealistas y por civiles. Fueron asesinadas cuatro personas: un miembro de la UVF y tres civiles. Brendan McFarlane fue condenado a cadena perpetua por su participación en el atentado.
El atentado más grave producido en Shankill fue el atentado de Shankill Road del 23 de octubre de 1993. El objetivo era una reunión de paramilitares en la sede de la UDA en Shankill, ubicada encima de la pescadería Frizzell. Dos miembros del IRA disfrazados de repartidores entraron a la tienda con una bomba que hizo explosión antes de lo previsto. Nueve personas fueron asesinadas. En el atentado también murió uno de los atacantes, Thomas Begley. Ninguno de los paramilitares lealistas resultó herido, ya que la reunión había sido pospuesta. El cómplice de Begley, Sean Kelly, sobrevivió y fue encarcelado.

## Deportes
El boxeo es un deporte popular entre los jóvenes de Shankill. Jimmy Warnock fue boxeador en la década de 1930 y venció al campeón mundial de peso pesado, Benny Lynch, en dos ocasiones. En 1992, Wayne McCullough se llevó la medalla de plata en peso gallo en los Juegos Olímpicos de Barcelona representando a la República de Irlanda y en 1995 se convirtió en campeón del Consejo Mundial de Boxeo (CMB) en peso gallo.
El exfutbolista Norman Whiteside también es originario de Shankill.